# 平田誠哉
平田　誠哉（ひらた　せいや、1992年1月4日 - ）は日本の俳優・モデル。

## 人物
- サイズ：身長162cm・体重--kg・B82-W62-H79cm・靴のサイズ 2６cm
- チャームポイント：童顔男子として、「見た目は子供・中身は大人!!」の愛称で知られている
- ニックネーム：「セイヤ」「セイヤン」
- 趣味：ゴルフ、料理、作ることも好きだが、何より食べることが好きで、グルメリポートも少し経験している。
- きっかけは、小学生の頃に子供服ブランドのファッションショーに出演したことがきっかけで芸能界に少し興味を持つ。しかし地元である香川県を離れることが考えられず諦めたが、高校時代に島田紳助の番組のVTRに出演、また地方での活動、制服モデルなどを経験し、大学進学と共に上京し、芸能活動を開始した。
- 好きな女性のタイプは『年上のお姉さん』として、北川景子のファンと本人は言っている。（月刊デビュー02月号・参照）
- 交流がある俳優仲間に、映画「ガチバンアルティメット」での共演佐野和真がおり、メイキング映像などでも「憧れの俳優さんは？」という問いに佐野の名を答えている[1]。

## 来歴
2013年（21歳）神奈川大学在学中。
2011年　渡辺武監督・イケタニマサオ脚本　映画「ガチバンアルティメット」にて俳優としてデビュー。
同年
雑誌「ViVi」.「ar」にてモデルとして活動。
女性誌として起用される男性モデルは異例の企画。
```
今注目！デート企画、コーデ編にて
```

読者投票1位を獲得する。
2011年 「JAバンク」スチール 東日本
2012年　映画 「ガチバンアルティメタイム」
2012年　映画「メサイア」
単独イベント　「ランウェイチャンネル」メインモデル